# باشگاه فوتبال چرتسی تاون
باشگاه فوتبال چرتسی تاون (به انگلیسی: Chertsey Town Football Club) یک باشگاه فوتبال در شهر چرتسی، کشور انگلستان است که در سال ۱۸۹۰ میلادی تأسیس شده است.